# Амбарвалия
Амбарвалия (на латински: Ambarvalia; amb-: „ок“, arvum: „поле“) е празник (култ) в Древен Рим през пролетта на 29 май в чест на Церера.
Той служи за почитане на полетата. През този празник един бик, една свиня и една овца са гонени през полето и след това са предадени като жертва.
Амбарвалиите са вероятно идентични с Fratres arvales, с който арвалските братя честват Деа Диа.